# Il quartetto di Lucca
Il Quartetto di Lucca è stato un gruppo musicale jazz che ha inciso anche alcuni 45 giri di musica beat con la denominazione I 4 di Lucca.

## Storia del gruppo
Il gruppo si forma, in origine, come quintetto, dall'incontro di cinque giovani musicisti lucchesi, appassionati di jazz.
Ispirandosi al Modern Jazz Quartet, iniziano ad esibirsi con un'innovativa miscela di bebop e cool jazz, non disdegnando però la musica leggera, arrangiando spesso canzoni in chiave jazz (in un loro Ep del 1960 vi è, ad esempio, Estate di Bruno Martino accanto a Lullaby of Birdland di George Shearing).
Nel 1959 partecipano al Festival del jazz di Sanremo, ed ottengono un contratto con l'RCA Italiana che, grazie all'interesse di Vincenzo Micocci, sta contribuendo alla diffusione del jazz (Micocci mette sotto contratto anche la Seconda Roman New Orleans Jazz Band).
Nel 1960, con l'abbandono di Mariani, diventano un quartetto; le esibizioni dal vivo si susseguono con successo in tutta Europa, e l'RCA fa incidere loro un album con la registrazione di una loro esibizione nel 1963 e poi, l'anno successivo, l'album Quartetto (ristampato nel 1993 in CD).
I musicisti (che nel frattempo hanno iniziato a portare avanti anche progetti paralleli come session men all'RCA Italiana, nell'orchestra della Rai e, Antonello Vannucchi, nel gruppo dei Marc 4) decidono anche di incidere alcuni 45 giri di musica leggera, cambiando però la denominazione in I 4 di Lucca: si avvicinano negli ultimi dischi (incisi per l'Ariston Records) al beat, e riscuote particolare successo la loro cover di Surfin' U.S.A. dei Beach Boys, intitolata Lo sai domani che faremo, seguita da un'altra cover del gruppo californiano, Barbara Ann.
Per la loro canzone Blue beat viene anche realizzato un filmato, che viene diffuso nel circuito dei Cinebox; con la stessa canzone appaiono anche nel 1965 nel film Viale della canzone di Tullio Piacentini.
Nel 1966 passano alla Jolly, per cui pubblicano gli ultimi due 45 giri; nel secondo collaborano con Enzo Jannacci, musicista spesso vicino al jazz, che riarrangia il classico americano Nobody Knows e lo traduce in italiano, con il titolo Tu proprio tu.
Nel 1967 il gruppo si scioglie, a causa dei troppi impegni esterni: Giovanni Tommaso diventa uno dei più noti bassisti italiani, fondando il Perigeo, il più noto gruppo italiano di jazz rock, mentre suo fratello Vito Tommaso diventa arrangiatore per l'RCA Italiana e compositore di canzoni; Vannucchi continua lavorando nei Marc 4 con il maestro Armando Trovajoli mentre Giusti si trasferisce a Firenze ed apre un locale di jazz, La cantina, registrando due album nel 1979 e nel 1981 con Maurizio Forti e Angel Pocho Gatti.
Il 13 e 14 dicembre 2007 il quartetto è tornato ad esibirsi nuovamente al Teatro del Giglio di Lucca.
Il 14 febbraio 2019 Antonello Vannucchi muore a Roma. 

## Formazione
- Vito Tommaso – tastiere, pianoforte
- Giovanni Tommaso – basso
- Antonello Vannucchi – vibrafono, tastiere
- Giampiero Giusti – batteria

## Ex componenti
- Gaetano Mariani – chitarra (1957-1960)

## Discografia

### Album
- 1960: I 5 di Lucca (RCA Italiana, LPM 10084; pubblicato come I 5 di Lucca)
- 1962: Alla Capannina (RCA Victor serie Europa, PML 10328; pubblicato come I 4 di Lucca)
- 1963: Quartetto (RCA Italiana, PML 10361; pubblicato come Quartetto di Lucca)

### EP
- 1960:  Lullaby of Birdland/West Blues/Estate '58 (RCA Italiana, EPA 30-338; pubblicato come Quintetto di Lucca)

### Singoli
I 45 giri sono pubblicati tutti con la denominazione I 4 di Lucca, tranne i primi tre
- 1959: Mustafà/Lo svanito (RCA Italiana, N 0967; pubblicato come I 5 di Lucca)
- 1960: Baby Doll/Something Gotta Give (RCA Italiana, N 0976; pubblicato come I 5 di Lucca)
- 1960: Carnival in Grenada/La luna (RCA Italiana, N 1090; pubblicato come I 5 di Lucca)
- 1962: Be bop a lula/Greensleeves (RCA Italiana, PM 3144)
- 1963: Zip a dee doo dah/Tell him (RCA Italiana, PM 3202)
- 1964: Maria Cristina/Cerco un amore per l'estate (Ariston Records, Ar 021)
- 1964: Lo sai domani che faremo/Adesso non ci sto (Ariston Records, Ar 022)
- 1965: Blue beat/Aspetterò (Ariston Records, Ar 027)
- 1966: Barbara Ann/Non mi lascerai (Jolly, J 50002)
- 1966: Estate blu/Tu proprio tu (Jolly, J 50011)

### Apparizioni in raccolte
- 1998: Arriva la bomba (Irma, 489686; i 4 di Lucca sono presenti con Lo sai domani che faremo)